# インデックスカタログ
インデックスカタログ（Index Catalogue 、IC）は、ジョン・ドライヤーによってニュージェネラルカタログ(NGC)を補遺するため作られた星団や星雲、銀河を収載した2つの天体カタログのことである。ICの略称で呼ばれることが多い。
1894年にまず1,529個の天体を収載した星表が発表され、さらに1908年に3,857個の天体を追加した星表が発表された。天体はNGCと同じく、それぞれICと2IC中で独立に1860年の分点に基づいて赤経順に収載されている。特に区別する必要がある場合には前者をインデックスカタログ(IC)、後者をセカンドインデックスカタログ(2IC)とするが、通常は両方とも区別せずインデックスカタログ(IC)と表記する。
2ICが編纂された時代には天体写真による観測が普及しはじめたため、2ICでは等級の低い銀河の収載が多くなっている。また1900年の分点に基づいた赤道座標も併記されている。
1988年に作られたNGC 2000.0カタログにはIC、2IC収載天体も合わせて2000年分点に座標を変換して収載されている。

## 主なIC天体
- IC 349 おうし座の散光星雲（プレアデス星団のおうし座23番星の周辺の反射星雲）
- IC 405 ぎょしゃ座の散光星雲（マガタマ星雲）
- IC 434 オリオン座の散光星雲（馬頭星雲の背景の散光星雲）
- IC 443 ふたご座の超新星残骸（くらげ星雲）[3]
- IC 1101 既知で最大の銀河[4]
- IC 1318 はくちょう座の散光星雲（はくちょう座γ星付近の散光星雲）
- IC 1396 ケフェウス座の散光星雲（ガーネット・スター付近の散光星雲）
- IC 1805 カシオペアの散光星雲（二重星団近くの散光星雲）
- IC 1848 カシオペアの散光星雲（二重星団近くの散光星雲）
- IC 2177 いっかくじゅう座の散光星雲（ワシ星雲）
- IC 2602 りゅうこつ座の散開星団（南天のプレアデス）
- IC 2944 ケンタウルス座の散光星雲
- IC 4606 さそり座の散光星雲（アンタレス周辺の反射星雲）
- IC 5067-5070 はくちょう座の散光星雲（ペリカン星雲）
- IC 5146 はくちょう座の散光星雲（まゆ星雲）